# Куриловское сельское поселение (Мордовия)
Куриловское се́льское поселе́ние — муниципальное образование в Ромодановском районе Мордовии Российской Федерации.
Административный центр — село Курилово.

## История
Статус и границы сельского поселения установлены Законом Республики Мордовия от 1 декабря 2004 года № 99-З «Об установлении границ муниципальных образований Ромодановского муниципального района, Ромодановского муниципального района и наделении их статусом сельского поселения и муниципального района».
Законом от 24 апреля 2019 года, Куриловское сельское поселение и одноимённый ему сельсовет были упразднены, а входившие в их состав населённые пункты были включены в Кочуновское сельское поселение (сельсовет).

## Население
| 2002 | 2010 | 2012 | 2013 | 2014 | 2015 | 2016 |
| ---- | ---- | ---- | ---- | ---- | ---- | ---- |
| 508  | ↘363 | ↘350 | ↗353 | ↘350 | ↘345 | ↘337 |
| 2017 | 2018 | 2019 |      |      |      |      |
| ↘333 | ↘330 | ↘322 |      |      |      |      |

## Состав сельского поселения
| № | Населённый пункт | Тип населённого пункта       | Население |
| - | ---------------- | ---------------------------- | --------- |
| 1 | Болтино          | село                         | ↘165      |
| 2 | Козловка         | село                         | ↘28       |
| 3 | Курилово         | село, административный центр | ↘147      |
| 4 | Сабаново         | село                         | ↘23       |